# Mitsubishi T-2
Mitsubishi T-2 je dvomotorno nadzvočno šolsko vojaško letalo, ki so ga v preteklosti uporabljale Japonske letalske sile. T-2 se je lahko uporabljal tudi kot lahki jurišnik. Poganjala sta ga turbofana Ishikawa-Harima TF40-801A, ki sta licenčno grajena Rolls-Royce Turbomeca Adour. 

## Specifikacije (T-2(K))
Podatki iz Jane's All The World's Aircraft 1976-77
Splošne karakteristike
- Posadka: 2
- Dolžina: 17,85 m (58 ft 6¾ in)
- Razpon kril: 7,88 m (25 ft 10¼ in)
- Višina: 4,39 m (14 ft 4¾ in)
- Površina kril: 21,2 m² (228 ft²)
- Aeroprofil: NACA 65 series (modificirana)
- Teža praznega letala: 6197 kg (13662 lb)
- Naložena teža: 9675 kg (21330 lb)
- Maks. vzletna teža: 12800 kg (28219 lb)
- Pogon letala: 2 × Ishikawa-Harima TF40-801A turbofan z dodatnim zgorevanjem
  - Potisk motorjev (suh): 20,95 kN (4710 lbf)  vsak
  - Potisk motorjev z dodatnim zgorevanjem: 31,76 kN (7140 lbf) vsak

 Zmogljivost 
- Maks. hitrost: 1700 km/h (1056 mph, 917 vozlov) na 10975 m (36000 ft)
- Največji doseg: 2870 km (1785 milj, 1550 nmi)
- Višina leta: 15240 m (50000 ft)

Oborožitev

- Strelno orožje: 1 × 20 mm M61 Vulcan Gatlingov top
- Nosilci za orožje: 1x podtrupni in 2x podkrilna
- Izstrelki: 2x raketi zrak-zrak AIM-9 Sidewinder